# ABU TV Song Festival 2018
Het ABU TV Song Festival 2018 was de zevende editie van het ABU TV Song Festival. Het ABU TV Song Festival is een non-competitief festival dat afgeleid is van het Eurovisiesongfestival. Bij deze versie mogen alleen de landen uit Azië en Oceanië deelnemen.
De zevende editie vond op 2 oktober 2018 plaats in het Ashgabat Olympic Stadium in Asjchabad in Turkmenistan. Het was de eerste keer dat Turkmenistan een ABU-evenement organiseerde.
Er namen 16 landen deel aan het festival. Twee meer dan het voorgaande jaar en tot op heden nog altijd het hoogterecord. Benin, Oezbekistan en Rusland deden in 2018 voor het eerst mee aan het ABU TV Song Festival. Kirgizië en Turkije namen opnieuw deel na respectievelijk vier en twee jaar afwezigheid. Het vorige gastland China, Maleisië en Zambia daarentegen deden niet meer mee aan de zevende editie van het festival.

## Deelnemende landen
| Volgorde | Land         | Taal                  | Artiest                               | Lied                      |
| -------- | ------------ | --------------------- | ------------------------------------- | ------------------------- |
| 1        | Afghanistan  | Perzisch              | Negar Mandegar                        | Delbar                    |
| 2        | Indonesië    | Engels en Indonesisch | Lana Nitibaskara                      | Reach for the stars       |
| 3        | Kazachstan   | Kazachs               | Nursultan Zhexenbin                   | I'm inflamed              |
| 4        | Japan        | Japans                | Eir Aoi                               | Ignite                    |
| 5        | Turkmenistan | Turkmeens             | Myahri Pirgulyeva                     | Mondjukatdy               |
| 6        | Hongkong     | Kantonees             | Thye Cho Yee                          | Chasing dream             |
| 7        | Rusland      | Russisch              | Indzhihan Gulmuhometova               | My Turkmenistan           |
| 8        | Kirgizië     | Kirgizisch            | Gulzhigit Kalykov                     | Rain                      |
| 9        | Benin        | Engels, Fon en Frans  | Tiboy Shalla                          | Numba                     |
| 10       | India        | Hindi                 | Kushal Paul & Mehul Grover            | Raaj kapoor medley        |
| 11       | Turkije      | Turks                 | Güliz Ayla & Bahadır Tatlıöz          | Kimin umrunda             |
| 12       | Zuid-Korea   | Koreaans              | K.Will                                | Talk love/Please don't... |
| 13       | Macau        | Mandarijn             | Germano Bibi Guilherme                | Nai de zhu jimo           |
| 14       | Turkmenistan | Turkmeens             | Begench Charyev                       | Love                      |
| 15       | Malediven    | Divehi                | Mohamed Abdul Ghanee & Mariyam Ashfa  | Flower                    |
| 16       | Vietnam      | Vietnamees            | Pham Khanh Linh                       | Back to winter            |
| 17       | Oezbekistan  | Oezbeeks              | Fahriddin Hamdamov                    | Come to me                |
| 18       | Turkmenistan | Turkmeens             | Gulshat Gurdova & Parahat Amandurdyev | Turkmenistan              |

2012 · 2013 · 2014 · 2015 · 2016 · 2017 · 2018 · 2019 · 2020 · 2021 · 2022 · 2023 · 2024 · 2025

Zie ook: ABU Radio Song Festival